# Grossaffoltern
Grossaffoltern ist eine politische Gemeinde im Verwaltungskreis Seeland im Kanton Bern, Schweiz. Die Gemeinde wurde bis 1860 offiziell Affoltern genannt.
Neben der Einwohnergemeinde existiert unter diesem Namen auch eine Burgergemeinde.

## Geographie
Grossaffoltern liegt in der Nähe von Lyss im bernischen Seeland. Zu Grossaffoltern gehören die Ortschaften und Weiler Suberg, Ammerzwil, Vorimholz, Chaltebrünne, Weingarten, Kosthofen und Ottiswil sowie mehrere Einzelhöfe und Hofgruppen.
Die Nachbargemeinden sind Diessbach bei Büren, Lyss, Rapperswil, Seedorf, Schüpfen und Wengi.

## Bevölkerung
Grossaffoltern hat knapp 3108 Einwohner (Stand 2022).
| Entwicklung | Entwicklung |
| Jahr        | Einwohner   |
| ----------- | ----------- |
| 1850        | 1'722       |
| 1910        | 1'847       |
| 1930        | 1'922       |
| 1950        | 2'007       |
| 1980        | 2'235       |
| 2005        | 2'837       |
| 2015        | 2'999       |
| 2019        | 3040        |
| 2022        | 3108        |

## Geschichte
Funde von Stein- bzw. Bronzebeilen stammen aus dem Ende der Jungsteinzeit und der frühen Bronzezeit. Mehrere Grabhügel ausserhalb der heutigen Ortschaften belegen eine Besiedlung durch die Kelten im 7. Jahrhundert v. Chr. Ebenso ist die Anwesenheit der Römer zwischen dem 1. und 4. Jahrhundert n. Chr. durch archäologische Funde belegt. Ein Reihengräberfeld in Kosthofen stammt aus der Zeit der Völkerwanderung (5. und 6. Jahrhundert n. Chr.).
Die urkundliche Erwähnung eines Petrus, Meier zu Affoltern, im Jahre 1216 ist das älteste erhaltene Dokument über Grossaffoltern. Damals gehörte der Ort den Grafen von Kyburg, in deren Urbar aus der Mitte des 13. Jahrhunderts (1261–1263) die Einkünfte von Affolterra oder Affoltron aufgelistet werden.
1402 verkaufte Gräfin Anna von Nidau, die Witwe des Grafen Hartmann von Kyburg, Burg und Herrschaft Oltingen, zu der auch Affolterra gehörte, an den Berner Bürger Hugo Burkart von Mömpelgart. Von dessen Witwe wurde die Grafschaft an den Grafen Conrad von Freiburg verkauft und ging hernach in den Besitz der Stadt Bern.
1383 vergabte die Gräfin Anna von Nidau den Kirchensatz an das Frauenkloster Klingenthal in Kleinbasel, welches ihn 1416 an die Abtei Frienisberg abtrat. Mit der Reformation kam Frienisberg samt Kirchensatz und Zehnten von Affoltern an Bern, dessen Rat nun die Pfarrei besetzte, die zum Kapitel Büren gehörte. Im Jahre 1413 befreite die bernische Regierung Affoltern für 330 Gulden von der Leibeigenschaft.
Seit 1413 gehört Grossaffoltern zur Landvogtei Aarberg.

## Ortsnamen
Der Name (Gross-)Affoltern ist vom althochdeutschen apholtra/apfultra oder affalterun abgeleitet, was heisst bei den Apfelbäumen und sich aus afal oder aful (Apfel) und tra (Baum – gotisch triu, englisch tree) zusammensetzt. 1216 wird der Ort als Affoltron erstmals urkundlich erwähnt.

## Politik
Bei der Gemeinderatswahl 2022 wurde Adrian Bühler (FDP) in stiller Wahl mit 717 Stimmen erneut zum Gemeindepräsidenten gewählt. FDP, SVP und SP erhielten je zwei Sitze im Gemeinderat, die Mitte einen. In Grossaffoltern gibt es Ortssektionen der SVP, der SP (Grossaffoltern-Rapperswil), der Mitte und der FDP.
Die Stimmenanteile der Parteien anlässlich der Schweizer Parlamentswahlen 2019 und 2023 betrugen:
| Partei    | 2019  | 2023  | +/−   |
| --------- | ----- | ----- | ----- |
| SVP       | 32,20 | 34,68 | +2,48 |
| SP        | 13,70 | 15,90 | +2,20 |
| CVP/Mitte | 15,57 | 12,99 | −2,57 |
| glp       | 9,28  | 9,98  | +0,70 |
| Grüne     | 11,72 | 9,60  | −2,12 |
| FDP       | 7,90  | 7,49  | −0,41 |
| EVP       | 3,86  | 4,33  | −0,47 |
| EDU       | 0,62  | 1,73  | +1,11 |
| SD        | 0,63  | 0,58  | −0,04 |
| PdA/Sol.  | 0,44  | –     | –     |
| Andere    | 4,09  | 2,72  | −1,38 |

## Partnerstädte
- Horšovský Týn, Tschechien

## Wirtschaft

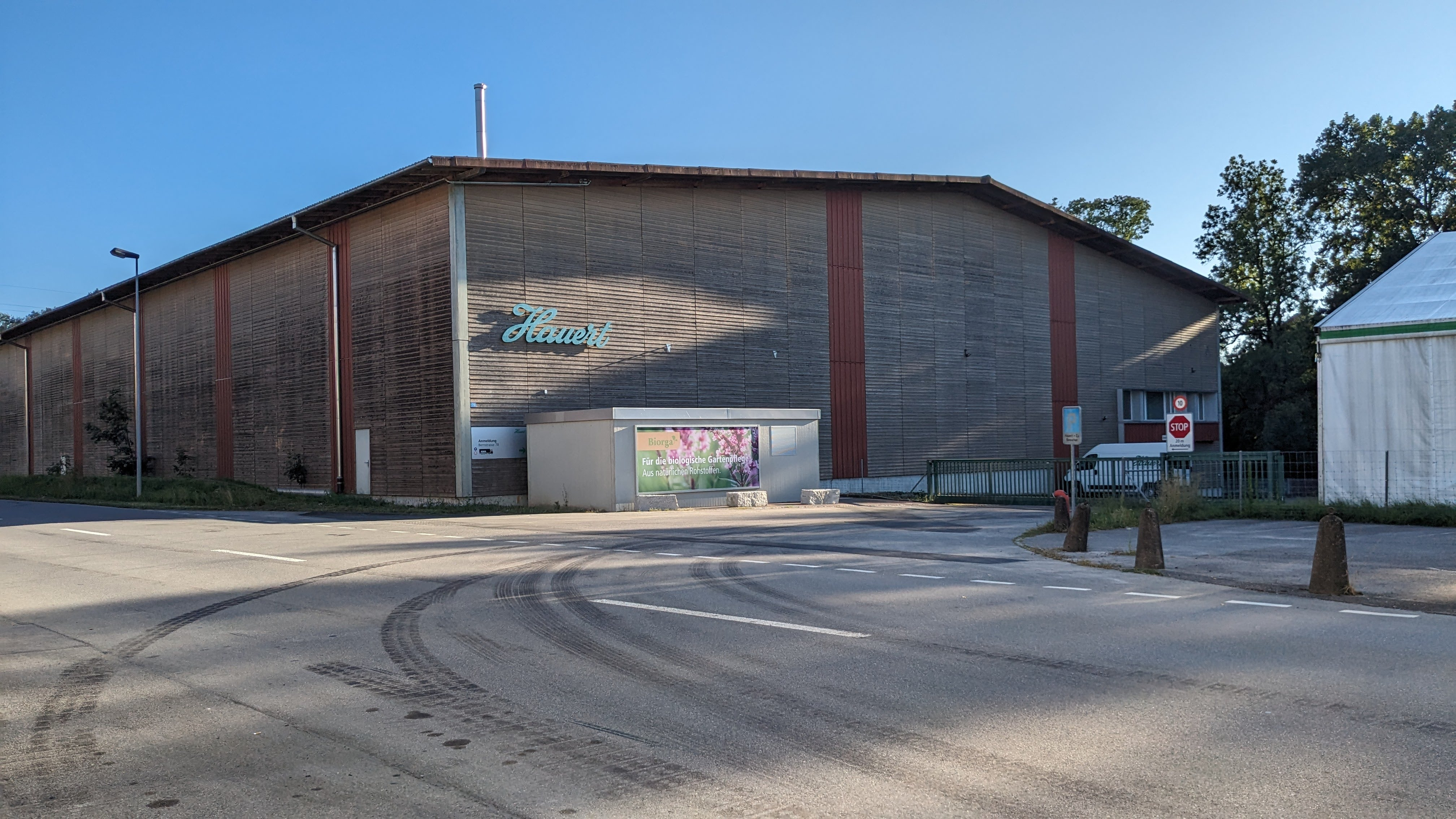
Fabrik des Düngerproduzenten Hauert in Grossaffoltern

Der grösste Arbeitgeber ist die Düngemittelfabrik Hauert. Hier produziert das Unternehmen seit 1929 in einer Fabrik in Suberg den grössten Anteil ihrer Produkte.

## Sehenswürdigkeiten
Die Gemeinde ist bekannt wegen ihrer Storchenkolonie.
Das Naturschutzgebiet Längmoos weist eine grosse Artenvielfalt auf (Libellen, Insekten, Amphibien, Vögel, Pflanzen).

## Persönlichkeiten
- Ernst Marti (Pfarrer) (1871–1955), Pfarrer und Schriftsteller
- Gustav Hans Graber (1893–1982), in Vorimholz geborener Psychologe und Psychoanalytiker
- Walter Schaer (1926–2009), Industrialdesigner, Absolvent HfG Ulm, Mitarbeit bei Max Bill, Professor an der Universität Auburn USA (1960–1992)[15]
- Ruedi Baumann (* 1947), Nationalrat (Grüne) und
- Stephanie Baumann (* 1951), Nationalrätin (SP) waren das erste Nationalrats-Ehepaar der Schweiz
- Simon Baumann (* 1979), Filmemacher und Sohn von Ruedi und Stephanie Baumann. Machte sein Dorf einer breiten Öffentlichkeit bekannt durch den Dokumentarfilm Zum Beispiel Suberg.
- Kilian Baumann (* 1980), Nationalrat (Grüne) und Sohn von Ruedi und Stephanie Baumann.